# Khai Bình, Giang Môn

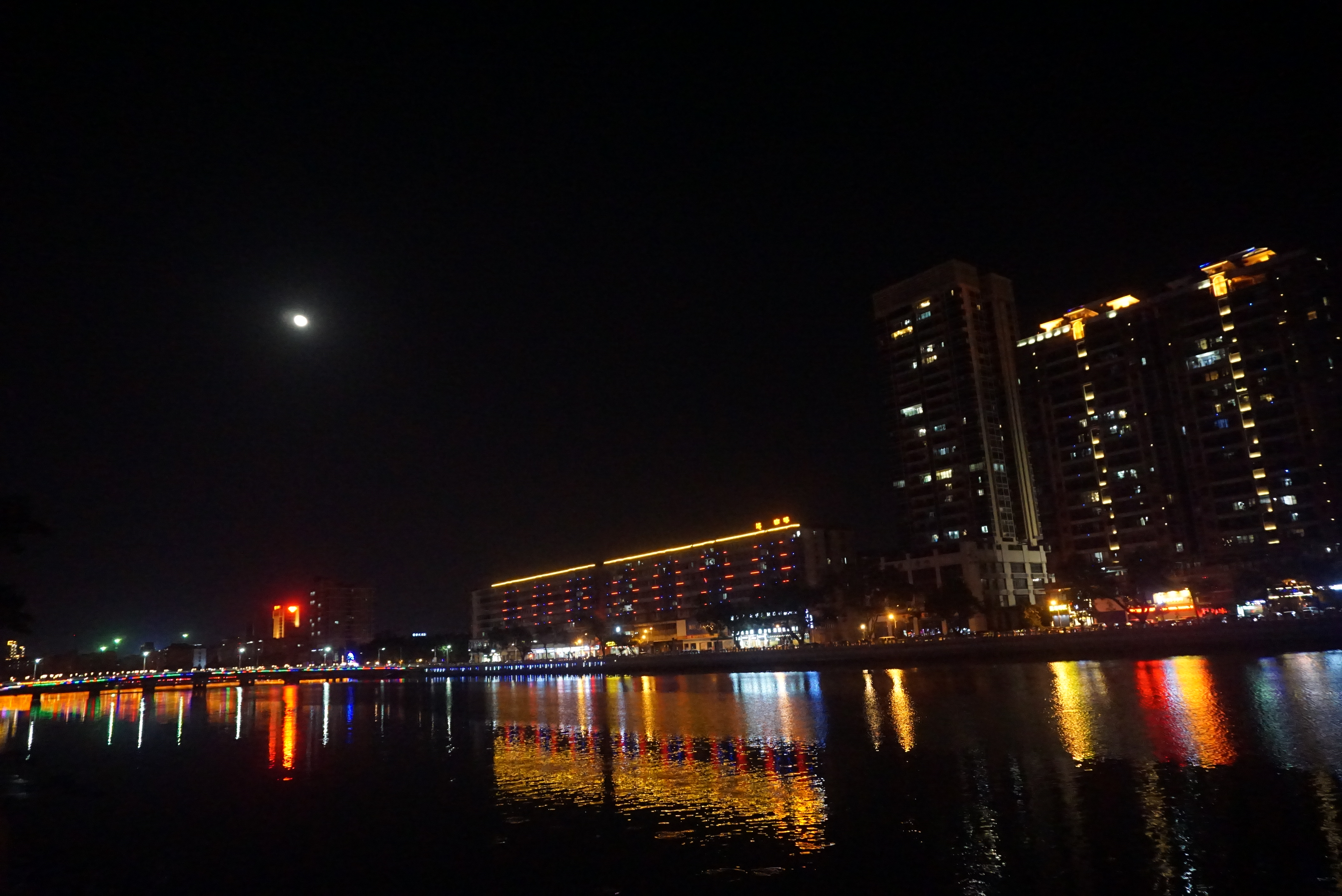
Khai Bình

Khai Bình (chữ Hán giản thể: 开平市, âm Hán Việt: Khai Bình thị) là một thành phố cấp huyện thuộc địa cấp thị Giang Môn, tỉnh Quảng Đông, Cộng hòa Nhân dân Trung Hoa. Thành phố Khai Bình có diện tích 1659 km², dân số năm 2004 là 680.000 người. Thành phố Khai Bình có mã số bưu chính 529300, mã vùng điện thoại 0750. Thành phố này được chia thành 2 nhai đạo Tam Phu và Trường Sa và 13 trấn: Nguyệt Sơn, Thủy Khẩu, Sa Đường, Thương Thành, Long Thắng, Đại Sa, Mã Cương, Đường Khẩu, Bích Khảm, Bách Hợp, Kim Khe, Hiện Cương, Tam Phu.